# 愛的天國
愛的天國，黃韻玲作曲的歌曲。有國語版，在2004年推出，由王心凌演唱、姚謙填詞、黃韻玲編曲，收錄於專輯《天國的嫁衣電視原聲帶》。